# Heinrich von Schwelborn

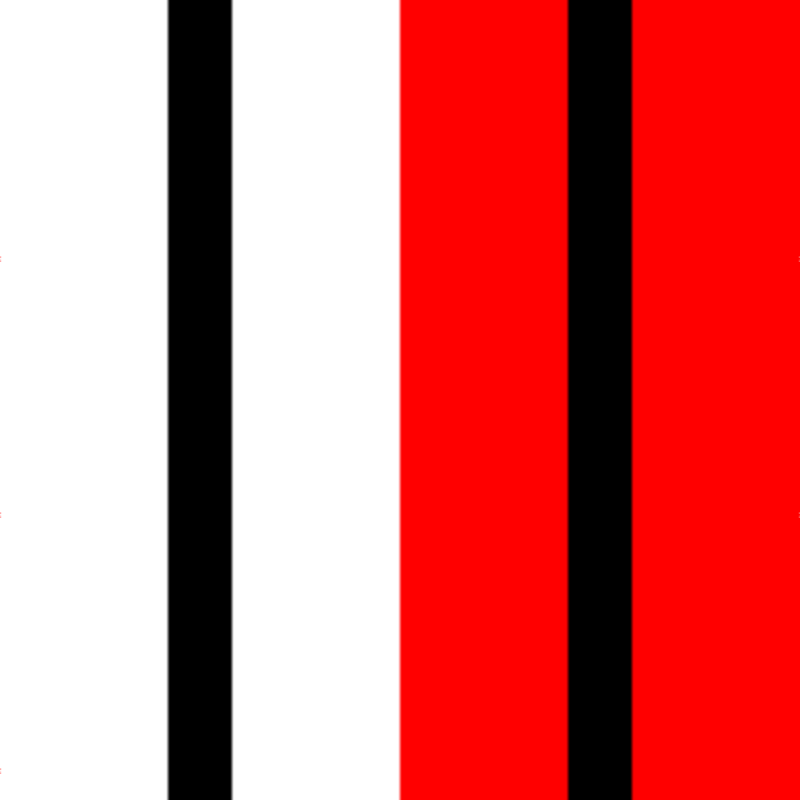
Chorągiew komturstwa tucholskiego

Heinrich von Schwelborn, także Henryk Tucholski (zm. 15 lipca 1410). Z pochodzenia Frank, był członkiem zakonu krzyżackiego i komturem tucholskim w latach 1404–1410. Uczestniczył w bitwie pod Grunwaldem po stronie zakonu krzyżackiego, gdzie dowodził dziewiętnastą chorągwią.
Podczas wojny polsko-krzyżackiej, która rozpoczęła się 14 sierpnia 1409, Heinrich von Schwelborn i Gamrat von Pinzenau, komtur człuchowski, razem ze swoimi wojskami spalili na Krajnie miasta Kamień Krajeński i Sępólno Krajeńskie oraz spustoszyli okoliczne ziemie złotowską i nakielską. Następnie zajęli podstępem zamek w Bydgoszczy i spalili miasto.
Stał się znany z powodu pychy, przypisywanej mu przez kronikarza Jana Długosza w jego kronikarskim opisie bitwy grunwaldzkiej. Henryk miał być właścicielem mieczy grunwaldzkich wysłanych królowi polskiemu Władysławowi II Jagielle i jego bratu (stryjecznemu), wielkiemu księciu litewskiemu Witoldowi.
Według relacji Długosza Henryk uciekł z pola bitwy grunwaldzkiej, a we wsi Wielhniowa lub Wielgnowa (obecnie miejscowość nieznana – Henryk Samsonowicz uważa, że może chodzić o wieś Falknowo, Jan Dąbrowski podaje nazwę Wielgnowa) dopadł go pościg i został zabity przez obcięcie głowy.

## Relacje Długosza
Relacja dotycząca uczestnictwa Henryka w tajnej naradzie komturów zorganizowanej przez Ulricha von Jungingena, na której podjęto decyzję o nieprowadzeniu żadnych rozmów pokojowych z królem Władysławem II Jagiełłą:

Mistrz pruski, Illryk v. Jungingen, złożywszy radę tajemną, do której wezwał kilkunastu komturów, jako to: Fryderyka Walrath i marszałka, Konrada Lichtersten 2 wielkiego komtura, Wernera Thettingen elbląggkiego, Sworcborga toruńskiego, hrabiego v. Yende gniewskiego, Gotfryda Hoczfelt nieszawskiego, Henryka tucholskiego, Wilhelma Nippen ze Stargardu, Mikołaja Vilcz z Schonsee, Wilhelma Elffekecz grudziądzkiego, Burkarda Vobek pokrzywnickiego, Baldwina Stolm brodnickiego, Arnolda v. Baden człuchowskiego, Peczenhawn ostródzkiego, Alberta de Eczbor szczycieńskiego, Markwarda V. Salzbach brandeburskiego, Jana hrabiego v. Seyn toruńskiego i innych komturów, naradzał się z nimi o pokoju i wojnie. Ale gdy równie mistrz Ulryk, jako i jego komturowie utrzymywali, że żaden nieprzyjaciel nie byłby w stanie zwalczyć ich i pokonać, z tej przyczyny, iż posiadali jakoweś relikwje Świętych, a stąd pychą nadęci pochopniejszymi byli do wojny niźli do zgody; przeto mistrz pruski przez Wairatha marszałka taką baronom węgierskim dał odpowiedź: „Chętnie, wielmożni panowie, usłuchalibyśmy waszej rady i namowy i przystąpili do układów pokojowych z królem polskim, gdyby tenże król żądał był pokoju, siedząc w granicach królestwa swego, przed zbrojnem do krajów naszych wtargnieniem. Ale gdy król polski zawierać chce z nami pokój, zniszczywszy kraje naszego zakonu łupiestwem, pożogami i rozmaitemi klęski, mielibyśmy sobie za sromotę wchodzić z nim w jakie układy po tylu doznanych krzywdach i zniewagach; od czasu bowiem, jak zakon nasz w tych krajach istnieje, żaden z królów i książąt nie targnął się na nas tak zawzięcie i tak wielkiemi siły. Zaczem do układania się o pokój z króle żadnemi nie damy się skłonić prośby i namowy, póki wyrządzonych nam krzywd i pożarów własnym nie pomścimy orężem. Tych wzajemnych sporów i zatargów, które nas waśnią, nie zdołają rozjąć ani nasze słowa, ani czyjakolwiek, choćby cesarza samego wstawiająca się władza i jowaga, jedno sam oręż i wojna. Gdy patrzymy na spustoszenia naszej ziemi i dymiące się domów naszych zgliszcza, trzeba nam krwią nieprzyjaciół zgasić te pożogi”.

Relacja dotycząca pysznego zachowania Henryka:

Dziewiętnasta chorągiew, komturii miasta Tucholi, miała w godle dwa pola: czerwone i białe przedzielone jednak w środku czarnymi liniami. Jej dowódcą był komtur tucholski Henryk. Jego wyniosłość, szał i pycha doszły do takiego stopnia, że od chwili przybycia na obecną wyprawę dokądkolwiek szedł, kazał przed sobą nosić dwa obnażone miecze. A gdy niektórzy dobrzy i bojaźliwi mężowie napominali go, by się tak nie puszył, poprzysiągł sobie, że nie wcześniej schowa do pochwy wspomniane miecze, aż obydwa umoczy w krwi polskiej.

Relacja dotycząca śmierci Henryka:

Komtur Tucholi Henryk, który polecił, by noszono przed nim dwa miecze, [i] nie dawał się dobrym doradcom w żaden sposób odwieść od swego dumnego polecenia, gdy w haniebnej ucieczce z pola walki przybył do wsi Wielhniowa, dopadnięty przez pościg zginął w godny pożałowania sposób przez obcięcie głowy i poniósł straszną, ale zasłużoną karę za brak rozwagi i pychę.

## Negatywny wizerunek w kulturze polskiej

Bitwa pod Grunwaldem

Wizerunek Henryka von Schwelborna w kulturze polskiej jest bardzo negatywny.
Henryk został przedstawiony przez Jana Matejkę na obrazie Bitwa pod Grunwaldem jako ubrana na zielono postać z zarzuconą na głowę pomarańczową szatą w prawym dolnym rogu obrazu.
Postać Henryka von Schwelborna pojawia się również w powieści Henryka Sienkiewicza Krzyżacy oraz w jej ekranizacji w reżyserii Aleksandra Forda.
Andrzej Sapkowski nazwał Schwelbornem jednego z negatywnych bohaterów Pani Jeziora.